# Solenoid

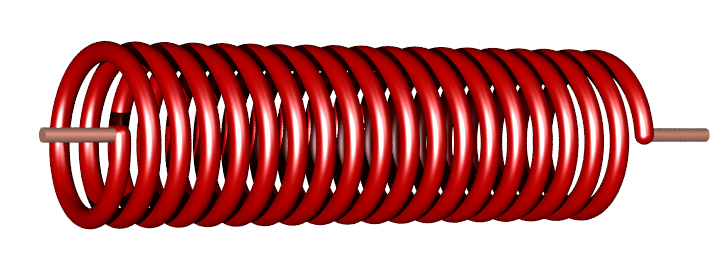
Solenoid

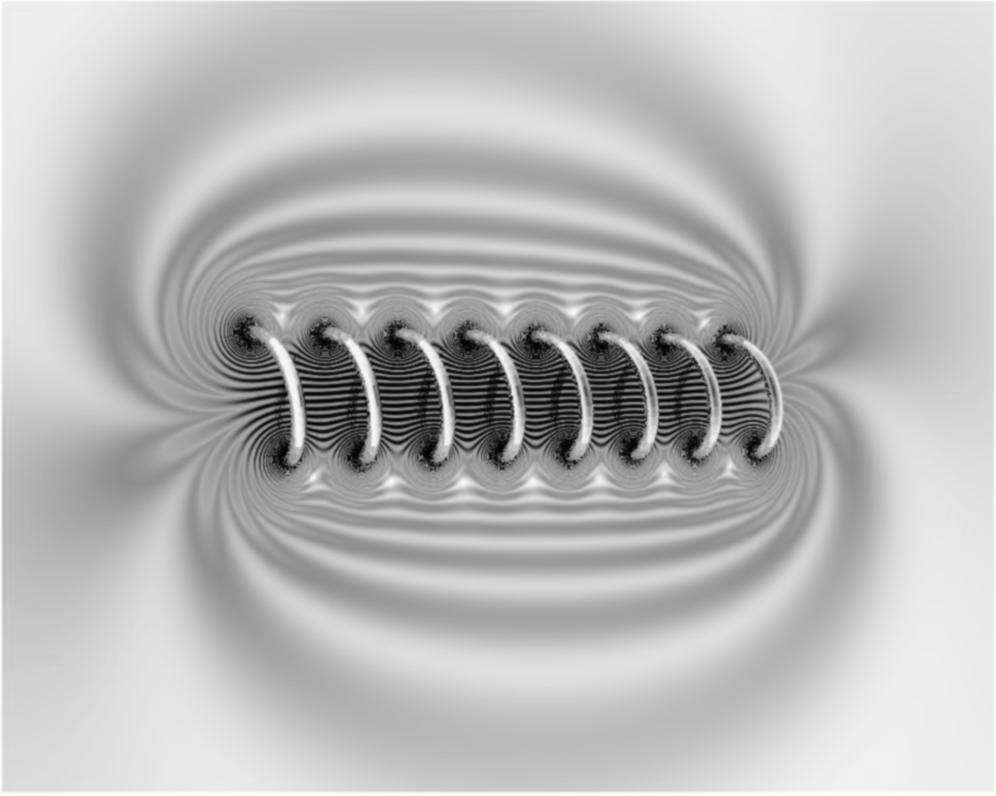
Magnetfältet kring en solenoid som genomlöps av en elektrisk ström. Fältet visas för ett plan genom spolens längsgående symmetriaxel.

En solenoid (av grekiskans solen, rör, och éidos, utseende, form) är en typ av  magnetspole. Spolen har vanligen ett cirkulärt tvärsnitt och är skruvformigt lindad med isolerad ledningstråd kring en kärna, till exempel ett rör av glas, plast eller annat isolerande material. Inom fysiken syftar benämningen solenoid på en spole vars längd är betydligt större än dess diameter och används för att åstadkomma utsträckta och homogena magnetfält.
Om magnetspolen förflyttar ett magnetiserbart föremål längs sin axel, påverkas föremålet av en kraft, som kan anses vara konstant inom ett visst område vars längd bestäms av spolens längd/diameter-förhållande.
En elektrisk ström genom solenoiden ger upphov till ett magnetiskt fält av den karaktär som bilden visar. Solenoidens ena ände verkar som en magnetisk nordpol, dess andra som en magnetisk sydpol. Om strömmens riktning genom solenoiden kastas om, växlar även polerna i överensstämmelse med Ampères regel. 
För bestämmande av kraftlinjernas riktning för en solenoid gäller följande regel: 
Griper man om solenoiden med högra handen, så att fingrarna pekar i strömmens riktning, kommer kraftlinjenas riktning att peka åt samma håll som tummen.
Upphängs solenoiden så att dess axel fritt kan röra sig i horisontalplanet visar den samma egenskaper som en magnetisk nål under liknande förhållanden: dess axel inställer sig i den magnetiska meridianen och dess nordpol attraheras, dock repelleras sydpolen av en magnets sydpol eller av motsvarande pol på en annan solenoid. 
Ampère uppfann solenoiden då han undersökte den elektriska strömmens attraherande och repellerande effekter, (se Elektrodynamik), samt använde de fenomen som solenoiden uppvisar då den genomlöps av en ström som utgångspunkt för sin teori om magnetismen.

## Solenoidens induktans

Solenoid med fältriktning

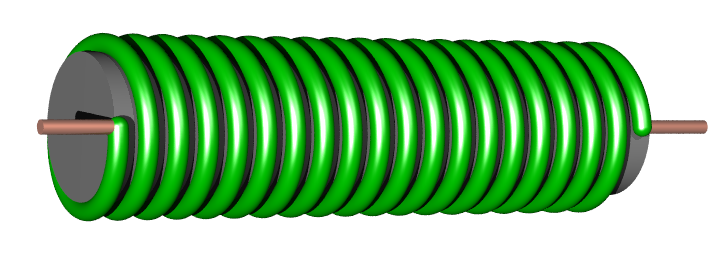
Solenoid med kärna

Under förutsättning att en spoles längd är betydligt större än dess diameter kan den magnetiska flödestätheten {\displaystyle \ B} inom spolen anses konstant och ges av
{\displaystyle B=\mu _{0}\mu _{r}{\frac {Ni}{l}}}
där 
{\displaystyle \ \mu _{0}} är permeabiliteten för vakuum (4π × 10-7 H/m),
{\displaystyle \ \mu _{r}} är den relativa permeabiliteten för materialet inom solenoiden,
{\displaystyle \ N} är antalet lindningsvarv,
{\displaystyle \ i} är strömstyrkan och
{\displaystyle \ l} är solenoidens längd
Det magnetiska flödet genom spolen erhålls genom att multiplicera flödestätheten med spolens tvärsnittsarea {\displaystyle \ A} med antalet lindningsvarv {\displaystyle \ N} enligt
{\displaystyle \Phi =\mu _{0}\mu _{r}{\frac {NiA}{l}}}
vilket innebär att en solenoids approximativa induktans kan tecknas
{\displaystyle L\approx \mu _{0}\mu _{r}{\frac {N^{2}A}{l}}}
För korta cirkulära spolar med radien {\displaystyle \ r} gäller
{\displaystyle L\approx \mu _{0}\mu _{r}{\frac {N^{2}A}{l+0{,}9\cdot r}}}
Dessa resultat och induktansen för mer komplicerade former kan härledas från Maxwells ekvationer. Då permeabiliteten för ferromagnetiska ämnen beror av det magnetiska flödets styrka kommer induktansen för en spole med ferromagnetisk kärna att variera med strömstyrkan.

## Användning
I en del sammanhang betecknar solenoid en elektrisk manövermagnet. Ett exempel är manövermagneten i en bils startmotor. När startnyckeln vrids om, går en ström till solenoiden/manövermagneten, vars kraftverkan leder till en mekanisk hopkoppling av startmotorn och bilens motor, varefter bilmotorn kan drivas runt.